# 瘋狂老爹
瘋狂老爹，（本名：任恒志，1995年8月1日—）是臺灣的男性YouTuber。已婚。

## 人物簡介
瘋狂老爹的故鄉在臺灣高雄市，現居臺灣臺中市。中華藝術學校的多媒體動畫科、大葉大學的傳播藝術系出身。2009年1月30日在YouTube創建頻道並累計59.4萬人次的訂閱、95,889,864影片的觀看次數。他自稱是一名實況主、原型師和YouTuber。
主要講解和評論動畫影集、週邊玩具商品的開箱、線上電子遊戲的遊玩實況影片。
2017年7月6日結婚，女兒於2020年3月26日出生。

### 其他資料
- 「瘋狂老爹」影音創作網紅魅力　返母校分享心得 （页面存档备份，存于） 記者陳雅芳／彰化報導 2018-03-17 （中文）
- 瘋狂老爹與大葉傳播藝術學士學位學程指導教授李靖惠返母校演講 引發狂熱 （页面存档备份，存于） 中央社訊息服務 2018-03-14 （中文）

## 外部連結
- 瘋狂老爹的Facebook專頁 （中文）
- CrazyFarmer瘋狂老爹的粉絲專頁 （页面存档备份，存于） （中文）
- 瘋狂老爹的Instagram帳戶（中文）
- 瘋狂老爹的巴哈姆特小屋 （页面存档备份，存于） （中文）
- 瘋狂老爹的YouTube頻道 （页面存档备份，存于） （中文）